# Seguro de divorcio
Seguro de divorcio (en hangul, 이혼보험; en hanja, 離婚保險; romanización revisada, Ihonboheom) es una serie de televisión surcoreana, una comedia romántica escrita por Lee Tae-yoon, codirigida por Lee Won-suk y Choi Bo-kyung, y protagonizada por Lee Dong-wook, Lee Joo-bin, Lee Kwang-soo y Lee Da-hee. Se emitirá por el canal tvN del 31 de marzo al 6 de mayo de 2025, los lunes y martes a las 20:50 (hora local coreana). También estará disponible en la plataforma TVING en Corea del Sur, y en Prime Video en el extranjero.

## Sinopsis
Seguro de divorcio es una comedia romántica de oficina sobre el equipo de desarrollo de productos innovadores de una compañía de seguros, que está compuesto solo por los mejores cerebros, y que presenta un innovador producto: el seguro de divorcios. La idea parte de Noh Ki-joon, un trabajador de seguros que goza de gran prestigio pero sufre de una desastrosa vida amorosa. Tras pasar por tres divorcios y perder mucho dinero y felicidad en cada uno, Ki-joon decide aprovechar la experiencia y crear un nuevo tipo de seguro: el de divorcio. Mientras supera los desafíos de crear y lanzar este producto único, se enfrenta a diferentes tipos de problemas en el trabajo y en su vida personal. Trabaja con un grupo de compañeros, cada uno con sus propias características y antecedentes, mientras intentan determinar cuánto cuesta un divorcio y aprender más sobre el amor y las relaciones. A medida que Ki-joon analiza el divorcio más de cerca, comienza a pensar en sus propias relaciones pasadas y por qué no funcionaron. Y, sobre todo, empieza a sentir simpatía por una de sus compañeras.

## Reparto

### Principal
- Lee Dong-wook como Noh Ki-joon, un actuario de seguros del innovador equipo de desarrollo de productos de Plus General Insurance que ha perdido su billetera y su alma debido a tres divorcios. Una persona que decidió desarrollar un producto de seguro de divorcio con la idea de que este, el divorcio, con una tasa que se está disparando, es un desastre de proporciones cada vez mayores.[1][2]

- Lee Joo-bin como Kang Han-deul, una suscriptora (revisora de contratos de seguros) que trabaja en el equipo de Ki-joon, donde comienza una nueva vida después de presentar una demanda de divorcio por haber sido maltratada por sus suegros, ganando el coraje para dar un paso adelante en el mundo.[3][4][5]

- Lee Kwang-soo como Ahn Jung-man, inspector de riesgos, una persona cautelosa y cuidadosa que prioriza la seguridad; es amigo de Ki-joon desde hace mucho tiempo. Finge ser tranquilo por fuera, pero en realidad es bastante tímido. Tiene problemas con los miembros del equipo de desarrollo de seguros de divorcio y se embarca en la mayor aventura de su vida.[6][7]

- Lee Da-hee como Jeon Na-rae, una matemática financiera que solo ve el mundo desde una perspectiva de inversión. No se arrepiente de ninguna de las decisiones que ha tomado y tiene gran confianza en sí misma. Comienza a experimentar cambios en su vida poco a poco después de unirse al equipo de seguros de divorcio de Ki-joon como asesora.[6][7][8]

### Secundario
- Kim Won-hae como Na Dae-bok, jefe del equipo de desarrollo de productos de innovación de Hope Life Innovation. Comenzó como planificador de seguros en la sucursal de Ssangmun y ascendió al puesto de jefe de equipo en la sede central.[9]

- Choo So-jung como Cho Ah-young, una ajustadora de pérdidas en Plus General Insurance, empleada que determina el monto de los daños por accidentes asegurados y paga el dinero del seguro.[10][11]
- Yoo Hyun-soo como Park Woong-sik, la cita a ciegas de Ah-young.
- Baek Sung-cheol como Park Woong-shik.
- Baek Hyun-joo como una madre que intenta obtener un seguro de divorcio para su hijo.
- Ryu Si-hyeon como una madre que intenta obtener un seguro de divorcio para su hija.
- Jo Jae-yoon.
- Nam Chang-hee.

### Apariciones especiales
- Park Young-gyu como Park Young-gyu, una estrella de los seguros generales, en trámites de divorcio de Woo Seon-hee.[12][13]
- Cha Mi-kyung como Woo Seon-hee, en trámites de divorcio de Park Young-gyu.[12][13]
- Jo Bo-ah como la exmujer de Ki-joon, ahora monja en un templo budista.[14][15]
- Han Sun-hwa como Gu Mi-rae, maestra de tarot que quiere divorciarse de Shin Hyeon-jae, siempre lejos de casa (ep. 5-6).[16][17]
- Kwak Si-yang como Shin Hyeon-jae, marido de Mi-rae, un fotógrafo documental que está siempre de viaje.[16][17]

## Producción
Seguro de divorcio, planificada por CJENM Studios, es una coproducción de KT Studio Genie, MongJakSo y Mondo Studio para tvN. El guion es obra de Lee Tae-yoon (que colaboró en los de Secret Royal Inspector Joy y The Uncanny Counter'), mientras que la dirección corre a cargo de Lee Won-suk, director de cine (Romance asesino, 2023) en su primera experiencia televisiva, y Choi Bo-kyung. Está estructurada en doce episodios.
En junio de 2024, a Lee Dong-wook se le ofreció el papel principal de la serie y estaba en las etapas finales de coordinación. Un mes después algunos medios periodísticos publicaron que tanto Lee Kwang-soo como Lee Joo-bin había sido elegidos como protagonistas, aunque esta última aún estaba revisando la oferta. Por último, en septiembre de 2024, Lee Da-hee fue elegida para interpretar uno de los papeles principales. El proyecto fue conocido como el de la familia Lee, porque se da la circunstancia de que los cuatro actores principales, el director y el guionista comparten este apellido.
La campaña de promoción de la serie fue particularmente incisiva, y vio a los cuatro actores protagonistas implicados incluso en la presentación de un programa de entretenimiento en el mismo canal tvN, unos días antes del estreno. Otra iniciativa novedosa, ya en febrero de 2025, fue el recurso a publicidad estática del nuevo seguro de divorcio en grandes vallas publicitarias, como si fuera un producto real que venden los cuatro actores. El 4 de marzo de 2025 tvN publicó a través de su canal oficial un cartel de grupo con los cuatro miembros del equipo de seguros de divorcio; el 10 de marzo lanzó un primer tráiler. Dos días después reveló los cuatro carteles de personajes. El 20 de marzo los cuatro protagonistas más Exy y Nam Chang-hee participaron en un programa de entretenimiento especial, Divorce Insurance: Rank Battle, como parte de la promoción de la serie.

## Estreno y recepción
Además de ser transmitida por el canal tvN, la serie se distribuyó a través de las plataformas TVING para Corea del Sur y Prime Video para el resto del mundo.

### Audiencia
| Temporada | Temporada | Episodio número | Episodio número | Episodio número | Episodio número | Episodio número | Episodio número | Episodio número | Episodio número | Episodio número | Episodio número | Episodio número | Episodio número | Episodio número | Promedio |
| Temporada | Temporada | 1               | 2               | 3               | 4               | 5               | 6               | 7               | 8               | 9               | 10              | 11              | 12              | 13              | Promedio |
| --------- | --------- | --------------- | --------------- | --------------- | --------------- | --------------- | --------------- | --------------- | --------------- | --------------- | --------------- | --------------- | --------------- | --------------- | -------- |
|           | 1         | 618             | 792             | 619             | 455             | 296             | 402             | 287             | 303             | —               | 310             | —               | —               | —               | N/A      |

| Episodio | Fecha de emisión    | Índices de audiencia (Nielsen Korea) </ref> | Índices de audiencia (Nielsen Korea) </ref> |
| Episodio | Fecha de emisión    | Nacional                                    | Seúl                                        |
| --- | ------------------- | ------------------------------------------- | ------------------------------------------- |
| 1 | 31 de marzo de 2025 | 3,235 % (1.ª)                               | 3,612 % (1.ª)                               |
| 2 | 1 de abril de 2025  | 2,412 % (2.ª)                               | 2,841 % (1.ª)                               |
| 3 | 7 de abril de 2025  | 2,028 % (1.ª)                               | 2,039 % (2.ª)                               |
| 4 | 8 de abril de 2025  | 1,384 % (6.ª)                               | 1,680 % (4.ª)                               |
| 5 | 14 de abril de 2025 | 1,603 % (3.ª)                               | 1,699 % (3.ª)                               |
| 6 | 15 de abril de 2025 | 1,261 % (6.ª)                               | 1,458 % (4.ª)                               |
| 7 | 21 de abril de 2025 | 1,355 % (4.ª)                               | 1,353 % (4.ª)                               |
| 8 | 22 de abril de 2025 | 1,0 % (17.ª)                                | ND                                          |
| 9 | 28 de abril de 2025 | 1,379 % (2.ª)                               | 1,788 % (2.ª)                               |
| 10 | 29 de abril de 2025 | 1,05 % (17.ª)                               | 1,103 % (8.ª)                               |
| 11 | 5 de mayo de 2025   | 0,9 % (23.ª)                                | ND                                          |
| 12 | 6 de mayo de 2025   | 1,1 % (14.ª)                                | ND                                          |
| Promedio | Promedio            | — %                                         | — %                                         |
| - En la tabla superior, los números azules representan las calificaciones más bajas y los números rojos representan las más altas. - Esta serie se transmite en un canal de cable/televisión de pago, que normalmente tiene una audiencia menor respecto a las emisoras de televisión públicas/gratuitas (KBS, SBS, MBC y EBS). - 'ND' indica que no fue publicado el dato correspondiente. |                     |                                             |                                             |